# (671) Carnegia
(671) Carnegia est un astéroïde de la ceinture principale découvert le 21 septembre 1908 par l'astronome autrichien Johann Palisa.
Sa désignation provisoire était 1908 DV.